# Острів Диявола
Острів Диявола, Іль-де-Дьябль (фр. Ile du Diable) — безлюдний острів у комуні Каєнна заморського департаменту Французька Гвіана, який у XIX ст.—XX ст. був в'язницею для французьких злочинців, засуджених до смертної кари та довічного ув'язнення.

## Географія
Острів Диявола розташований між Карибським морем та Атлантикою, за 13 км від узбережжя Французької Гвіани. Він найменший, найпівнічніший та найвідоміший острів з трьох островів Порятунку, ще є Іль-Рояль та Іль-Сен-Жозеф. Територія острова 14 гектарів, висота сягає 40 м, довжина — 940 м., ширина — 320 м.

## Історія
У 1764 році група колоністів дивом врятувалася на островах від епідемії, яка вирувала на материку. Так острови отримали свою назву — острови Порятунку. У 1793 році вийшов закон, за яким політичні злочинці та особи, засуджені церквою, депортувалися до Гвіани. Першими в'язнями острова Диявола стали вороги французької революції.
22 листопада 1850 року Наполеон III своїм указом створив на островах Порятунку в'язницю. 31 березня 1852 року перший конвой з ув'язненими прибув на острови Порятунку. З 1852 по 1952 рік острів слугував в'язницею для особливо небезпечних злочинців, особливо схильних до втечі. Це одна з найбільш сумнозвісних каторг в історії. Каторги розміщувались на всіх трьох островах і на узбережжі в Куру. З часом усіх їх почали називати загальною назвою «острів Диявола».

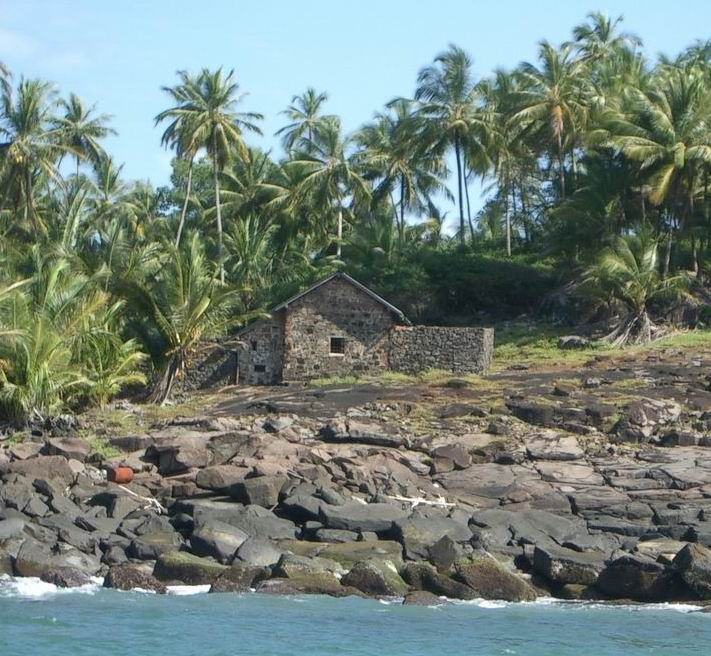
Халупа Дрейфуса

За час існування в'язниці серед бранців було немало й політичних (наприклад, 239 республіканців, які виступили проти Наполеона III), яких утримували серед убивць та злодіїв. Більшість із 80 000 в'язнів, що працювали в жорстоких умовах у нездоровій місцевості острова, ніколи більше не повернулись до рідної землі. Втекти звідси можна було або човном, або через непрохідні джунглі, й вдавалося лише небагатьом.
30 травня 1854 року було прийнято закон, за яким в'язні, що відбули свій термін, мали залишатись у Французькій Гвіані на термін, рівний їхньому ув'язненню, або, якщо термін перевищував вісім років, на все життя. Колишнім в'язням давали землю для поселення. Потім бранців почали поділяти на категорії залежно від важкості скоєних ними злочинів. З 1885 року сюди почали засилати також і за незначні злочини. Було заслано й обмежену кількість засуджених жінок з метою створення сімей серед колишніх каторжних, однак результати виявились невтішними, і в 1907 році ця практика припинилась.
13 квітня 1895 року тут був ув'язнений капітан артилерії єврейського походження Альфред Дрейфус. Йому було висунуто звинувачення у державній зраді Франції. Несправедливе розжалування, а потім і смертний вирок Дрейфуса, який згодом було замінено на довічне ув'язнення, обурили французьку інтелігенцію та спонукнули Еміля Золя 13 січня 1898 року опублікувати відкритого листа на його захист. Еміль Золя звинуватив французького президента Фелікса Фора в антисемітизмі й несправедливому вироку Дрейфуса. Спалахнув найвідоміший політичний скандал часів Третьої французької республіки. Тим не менше, Дрейфуса було реабілітовано тільки у 1906 році.

## Відомі втечі

### Клеман Дюваль
Клеман Дюваль, анархіст, був засланий сюди у 1886 році. Його було засуджено до страти, але потім вирок замінили на каторжні роботи. Під час перебування на острові він захворів на віспу. Він втік з острова у квітні 1901 року й вирушив до Нью-Йорка, де жив до самої своєї смерті. Він написав книгу про роки свого ув'язнення під назвою «Revolte» («Заколот»).

### Анрі Шарр'єрта Сільвен
Бестселер Шарр'єра «Метелик» змальовує вдалу втечу з острова Диявола двох каторжників за допомогою двох мішків, наповнених кокосовими горіхами. В романі двоє чоловіків кидаються зі скелі до бурхливого моря й три дні пливуть до узбережжя. Поява книги спричинила великий галас у суспільстві. Було піднято тюремні записи, відповідно до яких Шар'єр був ув'язнений не на острові Диявола, а на узбережжі. Також й інші факти, описані Шар'єром, стосувались інших в'язнів.
Сільвен втік разом із Шар'єром на мішку, набитому кокосовими горіхами. Однак він загинув у сипучих пісках поблизу узбережжя.

### Бельбенуа
Ветеран Першої світової війни Бельбенуа викрав кілька перлин, його піддали тортурам і засудили до 8 років ув'язнення на острові Диявола у 1920 році. Він спробував утекти на каное вниз річкою Мароні, але його схопили й посадили в одиночну камеру. У подальшому він знову спробував утекти, але знову невдало. У 1934 році його випустили на волю після 14 років ув'язнення, але йому не дозволили повернутись до Франції. У в'язниці він втратив усі свої зуби. У 1938 році він написав книгу мемуарів про своє ув'язнення «Dry Guillotine», а потім другу «Hell on Trial» у 1952 році. 

## Подальша історія
З 1938 року французький уряд припинив заслання ув'язнених на острів Диявола, а у 1952 році в'язниця закрилась. Більшість в'язнів повернулась до Франції, але деякі залишились у Французькій Гвіані.
У 1965 році уряд Франції передав острови Гвіанському космічному центру. Національний центр космічних досліджень Франції відреставрував історичні будівлі островів, і нині щороку острів Диявола відвідує понад 50 000 туристів.

## У масовій культурі
На честь острова 1900 року названий невеличкий район біля центру Амстердама (Duivelseiland).

### У кінематографі
На острові розгортається дія роману Анрі Шарр'єра «Метелик». У 1973 році вийшов однойменний фільм, у якому головні ролі зіграли Дастін Гоффман та Стів Макквін. У 2017 році було зфільмовано стрічку «Метелик», римейк картини 1973 року.
Комедія Майкла Кертіса «Ми ніякі не янголи» з акторами Гамфрі Богартом і Пітером Устиновим також знімалась на острові Диявола.
Стрічки у яких йдеться про острів Диявола:
- 1926 — Острів диявола[en]
- 1929 — Ув'язнений
- 1937 — Життя Еміля Золя
- 1939 — Острів диявола[en]
- 1940 — Дивний вантаж
- 1944 — Потяг до Марселя[en]
- 1946 — Повернення Монте-Крісто[en]
- 1955 — Ми ніякі не янголи[en]
- 1957 — Пекло на острові Диявола[en]
- 1962 — Жінки острова Диявола[en]
- 1973 — Я втік з острова Диявола[en]
- 1973 — «Метелик»
- 2017 — «Метелик»